# Thames Centre
Thames Centre – gmina (ang. township) w Kanadzie, w prowincji Ontario, w hrabstwie Middlesex.
Powierzchnia Thames Centre to 433,8 km².
Według danych spisu powszechnego z roku 2001 Thames Centre liczy 12 473 mieszkańców (28,75 os./km²).